# 十號風球 (澳門)
十號風球為澳門最高級別的熱帶氣旋信號。普遍市民稱它為「十號信號」或者「十號波」，低一級為九號風球。十號風球警示澳門將會受到颱風或更高級別之熱帶氣旋的中心環流甚至眼壁影響而吹颶風，由於澳門在華南海岸線上只是一個極為渺小的目標，因此自1920年設立數字颶風警告信號至今，駐澳門的葡萄牙海軍和1952年成立地球物理氣象局後至主權移交前共懸掛20次十號風球，自1999年澳門回歸以來十號風球發出過5次，均為2017年或之後發出。

十號風球的標誌。

受颱風韋帕的正面吹襲，最近一次十號風球於2025年7月20日下午12時30分發出。

## 意義
熱帶氣旋中心會在澳門附近經過，澳門的持續風速現正或預測將達每小時118公里或以上，並伴有強烈陣風。

## 歷史
1912年設立此警告時為懸掛旗幟，1920年修訂為十一及十二號風球，1923年改為七號風球，至1931年再改制為十號風球並沿用至今，但代表意義不變，均表示颱風正面吹襲。
在2000年之前，當氣象台懸掛十號風球時，大炮台即連續鳴笛約3分鐘，並隔2分鐘，再嗚笛兩次。
在2017年或之前以嚴格的每小時平均風速作標準，自2018年起改用較寬鬆的10分鐘平均風速。
2023年9月2日起，由於東望洋燈塔位處高點，風勢較為強烈，燈塔的風訊桿亦曾因颱風天鴿損毀。而隨著資訊科技發展，現時市民有多種多樣的方式獲取天氣消息，因此，為保障颱風期間人員的人身安全，在氣象局發出十號風球時，海事及水務局會暫停派員更換風訊桿實體的熱帶氣旋信號。

## 爭議
2012年7月24日凌晨颱風韋森特正面襲澳，在氣象局總部之西南面50公里內掠過，其眼壁幾乎橫掃澳門，並為3條跨海大橋帶來颶風（當時稱為「颱風」）程度10分鐘平均風速，但氣象局拒絕懸掛十號風球，且在3條大橋已經實測颶風後才於凌晨2時15分懸掛九號風球。風暴過後時任氣象局局長馮瑞權表示，懸掛十號風球的先決條件必須是颱風中心經過澳門，即使澳門受颱風級別的熱帶氣旋影響而全面受颱風影響，但熱帶氣旋中心沒有掠過或登陸澳門，仍只能懸掛九號風球，相比香港天文台的十號信號更嚴格。香港的十號信號只需要颱風或以上級別的熱帶氣旋「正面吹襲」（即在香港100公里或以內掠過），及任何一處海平面地區錄得平均風速持續達到每小時118公里或以上（以10分鐘平均風速計算），即可發出。但根據當時仍然有效的《第16/2000號行政命令》，十號風球的意義是「當觀察到熱帶氣旋中心已接近，將引致澳門特別行政區亦被包括在受影響最大的區域內，而平均風力超過每小時118公里及吹強烈陣風時，即懸掛此風球」，沒有指明風暴中心必需橫過澳門，與馮瑞權所述之準則有明顯出入。
事隔5年後，澳門在2017年8月23日再受颱風正面吹襲，颱風天鴿於大潭山總部之西南偏南約25公里掠過，其風眼更直接橫過澳門上空，終導致氣象局在上午11時半緊急懸掛十號風球。但由於當時氣象局懸掛三號或以上熱帶氣旋信號的時間皆嚴重延誤，因此懸掛最高信號的時間已經滯後，當時澳門已全面受偏北颱風侵襲，更即將進入風眼內，且部份地區已錄得破紀錄風速。加上氣象局亦要到懸掛十號風球時才同步發出黑色風暴潮警告，當時澳門已出現嚴重海水倒灌，市民無法及時趕回家和做好防風、防水浸措施，風暴終造成10死、超過240人受傷，全澳斷水斷電。事件再次激發強烈民憤，最終導致當時仍為氣象局局長的馮瑞權下台，連同時任副局長梁嘉靜於翌年遭受澳門政府紀律處分。2018年起澳門氣象局汲取天鴿風災教訓，作出多項改制，當中根據2018年4月11日公佈並生效的《第61/2018號行政命令》，十號風球發出條件改為颱風中心在澳門附近經過或澳門持續風速將達或超過每小時118公里，氣象局即可發出十號風球，且改以較寬鬆的10分鐘平均風速為準。

## 發出時間點
在2000年至2017年，澳門氣象局會根據澳門境內任意一個站點的每小時平均風速持續已達到118公里或以上，以及熱帶氣旋風眼中心掠過澳門時，才會發出十號風球，並會提前半小時作出預告︰「在短時間內改掛十號風球」。
在2018年之後，十號風球準則修改為較寬鬆的10分鐘平均風速。在2018年超強颱風山竹吹襲澳門期間，由於山竹環流巨大及對澳門構成嚴重威脅，氣象局更提前超過一小時明確表示將於9月16日上午11時發出十號風球，而在正式發出十號風球時，山竹集結於澳門之東南約160公里，氣象局在發出十號風球超過3小時後，澳門境內才有站點10分鐘平均風速持續達到每小時118公里或以上。在2020年颱風海高斯吹襲澳門期間，由於海高斯進一步向珠江口接近，氣象局提前半小時作出預告改掛十號風球。由於海高斯環流極為緊密，預警發出十號風球之際，澳門境內最高一站的10分鐘平均風速才剛由強風程度開始急升至烈風或暴風程度，但到正式發出十號風球時，澳門3條大橋風速已達到颶風水平。在2023年超強颱風蘇拉吹襲澳門期間，氣象局基於澳門機場預報預測澳門會出現65節的颶風風力，因此提前超過一小時作出預告改掛十號風球，但由於蘇拉減弱程度程度較快且結構緊密，使澳門未錄得十號風球，是首次基於預測而但未達標的十號風球。

## 注意事項
- 市民應盡量避免外出或駕駛。
- 用橫閂或較重傢俬加固容易被風吹襲之門窗。
- 留意傳媒發出之提示及報告。
- 熱帶氣旋中心於上空掠過時可有短暫之平靜。[2]

## 影響
- 與八號及九號風球大致相同。
- 娛樂場可能會暫停營業。
- 所有關口暫停通關。

## 信號歷史及懸掛紀錄
1930年代或以前澳門港務局每預料一個颱風即將或現正正面侵襲澳門時，大炮台會鳴風炮3響以警告颶風風力吹襲。1912年8月31日，港務局首次設立1至8號數字熱帶氣旋警告信號系統（俗稱風球），代表風暴已進入澳門約480公里範圍內並將移至澳門8個不同的方向。當熱帶氣旋非常接近或現正橫過澳門上空時，日間懸掛綠色長方形旗幟代表直襲，晚間亮起綠燈一枚，惟未編配數字信號，此乃十號風球的雛型。1920年8月7日港務局參考上海徐家滙天文台最新的中國沿海風暴信號，於澳門加入9至12號信號，其中11號信號表示熱帶氣旋之中心非常接近澳門，並且預期澳門有猛烈風勢，大炮台隨即鳴炮兩次、每次三響，並懸掛形狀風球，夜間燈號改為紅綠紅  。而12號信號則表示熱帶氣旋之中心現正橫過澳門上空，大炮台隨即鳴炮一次、每次三響，並懸掛綠色十字符號之三角白旗，晚間亮綠燈一枚。1923年10月23日，1至12號信號簡化為1至8號，11及12號信號合併為七號風球，表示熱帶氣旋中心與澳門甚近並吹起方向不定之狂風。1930年4月底至5月初，遠東地區氣象部門舉辦會議，會上統一了區內的熱帶氣旋預警信號，為了跟隨區內的熱帶氣旋信號系統，澳門港務局於1931年6月11日將信號重新增訂為1至10號，七號風球改為十號並沿用至今。
1920年8月6日或以前的風炮記錄已知為2次，1920至23年的十一號風球已知同樣為2次，1923至30年的七號風球已知為4次。1931年改制至今，已知當局曾懸掛十號風球15次，當中有10次在1946年或之後。十號風球、改制前之七號／十一號風球及1920年8月6日或以前的風炮已知合共發出23次。與香港天文台的十號颶風信號相比，澳門氣象局懸掛十號風球的次數更少，二戰後只懸掛10次，比香港少6次，其中一個主要原因是澳門在東亞的海岸線上是比香港更為渺小的目標，要熱帶氣旋正面吹襲澳門且帶來颶風極其困難，當中自1999年颱風約克到2017年颱風天鴿期間，澳門氣象局更有接近18年未曾懸掛最高熱帶氣旋信號。縱是如此，澳門由天鴿風災開始卻是於短短4年間發出3次十號風球（並於2017至2025年短短9年間發出5次十號風球），當中天鴿與2018年超強颱風山竹更是澳門戰後惟一一次連續2年需要懸掛最高熱帶氣旋信號。
下表為本信號列表，粗體颱風表示香港天文台亦為該颱風發出十號颶風信號。最接近距離以公里為單位、最高每小時平均風速、最高平均風速及最高陣風以km/h計算、瞬時最低氣壓以百帕斯卡表示、雨量則以毫米量度，此數據均以位於澳門氣象局總部所錄得為準。
| 次序（歷來）                                                           | 次序（改制或二戰後） | 年份 | 強度     | 名稱     | 最接近距離 | 每小時風速    | 十分鐘風速     | 最高陣風       | 瞬時最低氣壓 | 雨量  | 懸掛時間                    | 除下時間                    | 死亡人數 | 受傷人數 | 失蹤人數 | 備註 |
| ---------------------------------------------------------------------- | -------------------- | ---- | -------- | -------- | ---------- | ------------- | -------------- | -------------- | ------------ | ----- | --------------------------- | --------------------------- | -------- | -------- | -------- | --- |
| 1920年8月6日或以前的風炮紀錄                                           |                      |      |          |          |            |               |                |                |              |       |                             |                             |          |          |          | |
| 1                                                                      | 1                    | 1908 | 待查     | 戊申風災 | 待查       | 79.5 #        | 待查           | 待查           | 待查         | 待查  | 7月28日 01:30               | 7月28日 待查                | 待查     | 待查     | 待查     | |
| 2                                                                      | 2                    | 1909 | 待查     | 己酉風災 | 西62       | 109.7 #       | 待查           | 待查           | 983.9        | 待查  | 10月19日 10:00              | 10月20日 上午               | 3        | 數人     | 0        | |
| 1920年8月7日起增加十一及十二號風球，並在1923年10月23日起更改為七號風球 |                      |      |          |          |            |               |                |                |              |       |                             |                             |          |          |          | |
| 3                                                                      | 1                    | 1923 | 待查     | 癸亥風災 | 西南90     | 數據欠缺      | 待查           | 待查           | 待查         | 待查  | 7月2日 05:00                | 7月2日 黃昏                 | 3        | 數人     | 0        | 當時稱為十一號風球 |
| 4                                                                      | 2                    | 1923 | 待查     | 癸亥風災 | 北20       | 115           | 待查           | 200            | 963.7        | 待查  | 8月18日 10:30               | 8月19日 00:00               | 400餘    | 52       | 待查     | 歷來懸掛時間最長的十號風球，當時稱為十一號風球。由於該颱風十分接近澳門，風眼中心可能曾掠過澳門，未知當時是否曾發出過十二號風球 |
| 5                                                                      | 3                    | 1926 | 待查     | 丙寅風災 | 待查       | 67 #          | 待查           | 待查           | 待查         | 待查  | 9月27日 清晨                | 9月27日 11:45               | 待查     | 待查     | 待查     | |
| 6                                                                      | 4                    | 1927 | 待查     | 丁卯風災 | 待查       | 待查          | 待查           | 待查           | 待查         | 待查  | 7月26日 01:25               | 7月26日 06:50               | 待查     | 待查     | 待查     | |
| 7                                                                      | 5                    | 1927 | 待查     | 丁卯風災 | 待查       | 135           | 待查           | 190            | 待查         | 待查  | 8月20日 12:30               | 8月20日 待查                | 4        | 0        | 0        | 平均風力最強的十號風球 |
| 8                                                                      | 6                    | 1929 | 待查     | 己巳風災 | 待查       | 49 #          | 待查           | 220            | 待查         | 待查  | 8月22日 14:30               | 8月22日 17:00               | 待查     | 待查     | 待查     | |
| 1931年改制，由七號風球改為十號風球                                     |                      |      |          |          |            |               |                |                |              |       |                             |                             |          |          |          | |
| 9                                                                      | 1                    | 1931 | 待查     | 辛未風災 | 待查       | 待查          | 待查           | 待查           | 待查         | 待查  | 8月1日 12:30                | 8月1日 19:00                | 待查     | 待查     | 待查     | |
| 10                                                                     | 2                    | 1936 | 待查     | 丙子風災 | 待查       | 待查          | 待查           | 待查           | 待查         | 待查  | 8月17日 01:35               | 8月17日 13:30               | 數人     | 0        | 0        | 由八號風球直接改掛十號風球 |
| 11                                                                     | 3                    | 1937 | 待查     | 丁丑風災 | 待查       | 待查          | 資料欠缺       | 178            | 待查         | 待查  | 9月2日 02:05                | 9月2日 上午                 | 21       | 2        | 0        | |
| 12                                                                     | 4                    | 1941 | 待查     | 辛巳風災 | 待查       | 61 #          | 待查           | 待查           | 待查         | 待查  | 6月30日 17:30               | 7月1日 凌晨                 | 待查     | 待查     | 待查     | |
| 13                                                                     | 5                    | 1944 | 待查     | 甲申風災 | 待查       | 50 #          | 待查           | 待查           | 待查         | 待查  | 7月22日 08:30               | 7月22日 12:50               | 0        | 1        | 0        | |
| 第二次世界大戰後的十號風球                                             |                      |      |          |          |            |               |                |                |              |       |                             |                             |          |          |          | |
| 14                                                                     | 1                    | 1946 | 颱風     | 英格瑞德 | 待查       | 60 #          | 待查           | 待查           | 待查         | 待查  | 7月18日 11:30 7月18日 16:30 | 7月18日 13:00 7月19日 03:00 | 數人     | 6        | 0        | 惟一一次需兩度懸掛十號風球 同時為歷年懸掛時間最短及最長的十號風球                                                              |
| 15                                                                     | 2                    | 1949 | 颱風     | 未命名   | 待查       | 64 #          | 待查           | 待查           | 待查         | 待查  | 9月8日 07:00                | 9月8日 10:00                | 0        | 0        | 0        | |
| 16                                                                     | 3                    | 1964 | 颱風     | 露比     | 北10       | 89            | 待查           | 211            | 954.6        | 215.3 | 9月5日 14:10                | 9月5日 17:11                | 1        | 15       | 0        | |
| 17                                                                     | 4                    | 1979 | 颱風     | 荷貝     | 北37       | 71            | 待查           | 129            | 964.9        | 172.6 | 8月2日 15:10                | 8月2日 18:45                | 0        | 0        | 0        | 吹襲澳門前曾擁有雙重風眼 |
| 18                                                                     | 5                    | 1983 | 颱風     | 愛倫     | 東北7      | 100           | 待查           | 150            | 963          | 176.4 | 9月9日 05:00                | 9月9日 13:00                | 16       | 3        | 0        | |
| 19                                                                     | 6                    | 1991 | 颱風     | 布倫登   | 西南30     | 51 （96）     | 待查           | 105（124）     | 981.4        | 43.4  | 7月24日 06:00               | 7月24日 09:00               | 2        | 2        | 0        | 香港天文台把布倫登評定為強烈熱帶風暴                                                                                           |
| 20                                                                     | 7                    | 1999 | 颱風     | 約克     | 北10       | 108（97）     | 待查           | 181（126）     | 965          | 153.6 | 9月16日 12:30               | 9月16日 21:00               | 0        | 1        | 0        | 回歸前最後一次懸掛 |
| 21                                                                     | 8                    | 2017 | 颱風     | 天鴿     | 西南偏南25 | 95.1（132）   | （155.2）      | 217.4（215.3） | 945.4        | 35    | 8月23日 11:30               | 8月23日 15:00               | 10       | 244      | 0        | 戰後平均風力最強的十號風球；回歸後首次懸掛                                                                                     |
| 22                                                                     | 9                    | 2018 | 超強颱風 | 山竹     | 西南60     | 92.2（124.5） | 103.7（137.2） | 158.4（188.6） | 956.4        | 115.6 | 9月16日 11:00               | 9月16日 20:00               | 0        | 40       | 0        | 1936至1937年後首次連續兩年懸掛最高風球 戰後生效時間第二長的十號風球（9小時）                                                   |
| 23                                                                     | 10                   | 2020 | 颱風     | 海高斯   | 西南20     | 70.6（127.7） | 79.6（138.6）  | 148.7（215.6） | 972          | 126.6 | 8月19日 05:00               | 8月19日 07:30               | 0        | 15       | 0        | 戰後生效時間第二短的十號風球（2小時半）                                                                                        |
| 24                                                                     | 11                   | 2023 | 超強颱風 | 蘇拉     | 東南偏南30 | 83.3（93.3）  | 94.3（106.6）  | 140.8（147.2） | 971.9        | 87.8  | 9月2日 01:00                | 9月2日 06:00                | 0        | 6        | 0        | 自2017年超強颱風天鴿後，7年內第4次發出十號風球                                                                                 |

註︰
- 1901–1952年風速只記載9、15及21時
- 1952–1965年風速及氣壓數據測量在東望洋山站
- 1966–1995年為大炮台山站，括號的數據為九澳
- 1996年後的數據於大潭山的氣象局總部錄得，括號的風速數據為全澳其它氣象站之中錄得的最大值（通常是跨海大橋或九澳等地），如沒有括號或只有括號，即其它氣象站的數據不詳或大潭山的數據不詳

## 誤掛十號風球
2013年9月22日颱風天兔襲澳期間因人手錯誤，氣象局網頁在早上6時21分至25分錯誤指出「十號風球仍然懸掛」，其後氣象局翌日在網頁發聲明致歉。
同樣的事情亦於2016年7月26日發生，強烈熱帶風暴銀河襲澳並正在懸掛一號風球，曾於上午約10時15分發布的手機天氣消息，圖示一度錯誤顯示為懸掛十號風球約10至15分鐘。氣象局稱手機程式軟件供應商和局方在程式的編碼解讀上存在差異，受影響的主要是iOS系統的手機程式。

## 十號風球之最
註：紀錄由1952年開始計算。

### 全年最早發出的十號風球
2025年颱風韋帕，於7月20日12:30至17:00發出，維持4小時30分鐘。

### 全年最晚發出的十號風球
2018年超強颱風山竹，於9月16日11:00至20:00發出，維持9小時。

### 生效時間最長的十號風球
2018年超強颱風山竹，於9月16日11:00至20:00發出，維持9小時。

### 生效時間最短的十號風球
2020年颱風海高斯，於8月19日05:00至07:30發出，維持2個半小時。

### 相隔時間最短的十號風球
2017年颱風天鴿與2018年超強颱風山竹，相距時間為1年23日20小時。

### 相隔時間最長的十號風球
2000-2016年，17年11個月6日14小時30分鐘沒有發出十號風球。

### 距離最遠的十號風球
2018年超強颱風山竹，熱帶氣旋中心最接近澳門時在氣象局總部之西南約60公里掠過。

### 風力最強的十號風球
2017年颱風天鴿，友誼大橋南峰錄得的最高一小時平均風速為132.0 km/h，大潭山錄得的最高陣風為217.4 km/h，成為澳門氣象局成立以來最強的十號風球。

### 風力最弱的十號風球
在2000年以前，以單一氣象局總部作比較計算，1991年颱風布倫登，在十號風球生效期間，大炮台山一小時平均風力只錄得51 km/h；陣風在九澳錄得，在九澳站錄得只有124 km/h，成為澳門氣象台成立以來最弱的十號風球。
在2000年以後，以所有站點作比較計算，則為2023年超強颱風蘇拉，在十號風球生效期間，友誼大橋南峰的最高一小時平均風速為94.3 km/h，十分鐘平均風速為106.6 km/h，九澳錄得的陣風為147.2 km/h，成為澳門氣象局成立以來最弱的十號風球。

## 漏發個案
下述只記載1931年之後，澳門其中一個測風站一小時平均風力已達到110 km/h或以上（即接近暴風上限以至颶風水平），但氣象局沒有發出十號風球的個案：
| 熱帶氣旋名稱           | 熱帶氣旋警告生效期間 （最高一站一小時平均風力） | 最接近澳門距離 （公里） | 最高懸掛風球 | 氣象局事後解釋 |
| ---------------------- | ----------------------------------------------- | ----------------------- | ------------ | --- |
| 1940年庚辰風災         | 148 km/h E 東望洋山 （8月21日 21:00）           | 不適用                  | 九號風球     | 沒有 |
| 1957年颱風姬羅莉亞     | 110 km/h E 東望洋山 （9月22日 20:00）           | 東望洋山 0              | 九號風球     | 沒有 |
| 1993年強烈熱帶風暴貝姬 | 124 km/h ENE 嘉樂庇總督大橋 （9月17日 09:00）   | 大炮台 西南偏南45       | 九號風球     | 沒有 |
| 2012年颱風韋森特       | 115.2 km/h ENE 嘉樂庇總督大橋 （7月24日 02:00） | 大潭山 西南偏南40       | 九號風球     | 因澳門與香港標準不一，澳門要懸掛十號風球，除了風速要達到一小時平均118公里以上外，颱風中心亦同時要經過澳門，這次並無達到掛十號風球的要求。 |

- 背景顏色（風速）
  - 清勁或以下風力（每小時41公里以下）不會配上任何背景顏色
  -  藍色為強風（每小時41至62.9公里）
  -  黃色為烈風（每小時63至87.9公里）
  -  橙色為暴風（每小時88至117.9公里）
  -  紅色為颶風（每小時118公里或以上）

## 風力未達標個案
下述只記載2000年後，澳門沒有一個測風站在一小時平均風力或十分鐘平均風力達到118 km/h或以上之颱風水平，但氣象局仍發出十號風球的個案：
| 熱帶氣旋名稱       | 十號風球生效期間 （最高一站十分鐘平均風力） | 十號風球生效期間 （最高一站一小時、60分鐘平均風力） | 氣象局事後解釋 |
| ------------------ | ------------------------------------------- | --------------------------------------------------- | --- |
| 2023年超強颱風蘇拉 | 106.6 km/h 友誼大橋南峰 （9月2日 01:17）    | 93.3 km/h 友誼大橋南峰 （9月2日 01:00）             | 「蘇拉」強度大、結構緊密且環流較小，路徑如出現少許偏移，對本澳的天氣會有截然不同的影響。 「蘇拉」以非常接近澳門的路徑，於本澳以南約20-30公里的範圍掠過，受其眼牆附近的暴風圈影響，部份地區錄得11級大風，最大陣風更高達13級。 |

- 背景顏色（風速）
  - 清勁或以下風力（每小時41公里以下）不會配上任何背景顏色
  -  藍色為強風（每小時41至62.9公里）
  -  黃色為烈風（每小時63至87.9公里）
  -  橙色為暴風（每小時88至117.9公里）
  -  紅色為颶風（每小時118公里或以上）